# Франция на зимних Олимпийских играх 1932
Франция принимала участие в Зимних Олимпийских играх 1932 года в Лейк-Плесиде (США) в третий раз за свою историю, и завоевала одну золотую медаль. Сборную страны представляли 8 человек.

## Медалисты
| Медаль | Спортсмен              | Вид спорта       | Дисциплина |
| ------ | ---------------------- | ---------------- | ---------- |
| Золото | Андре Брюне Пьер Брюне | Фигурное катание | Пары       |